# S-Adénosylméthioninamine
La S-adénosylméthioninamine, ou S-adénosylméthionine décarboxylée, est un intermédiaire métabolique de la biosynthèse de polyamines naturelles telles que la spermidine, la spermine et la thermospermine. Elle résulte de la décarboxylation de la S-adénosylméthionine par l'adénosylméthionine décarboxylase.